# Crump Island
Crump Island est une île d'Antigua-et-Barbuda.